# Phân thớ chính
Trong toán học, một phân thớ chính có nhóm G  (hay một G-phân thớ), với G là một nhóm, là một phân thớ P trên một không gian nền {\displaystyle X} được trang bị một tác động nhóm của G lên P.
Một ví dụ phổ biến của phân thớ chính là phân thớ khung F(E) của một phân thớ vectơ E, với thớ tại mỗi điểm bao gồm các cơ sở sắp thứ tự của không gian vectơ tại điểm đó. Nhóm G trong trường hợp này là nhóm tuyến tính tổng quát, tác động nhóm tạo ra bởi phép chuyển cơ sở. Vì không có cách tự nhiên nào để chọn một cơ sở sắp thứ tự của một không gian vectơ, nên phân thớ khung thiếu một mặt cắt đồng nhất chính tắc (trong trường hợp của phân thớ véc-tơ {\displaystyle E\to M}, ta có mặt cắt {\displaystyle \{0_{p}\mid p\in M\}} đồng nhất với {\displaystyle M})..

## Định nghĩa chính thức
Một G-phân thớ (chính), trong đó G là một nhóm tô pô, là một phân thớ π:P → X cùng với một tác động nhóm liên tục (bên phải) P × G → P sao cho
- G bảo toàn các thớ của P (tức là nếu y ∈ Px thì yg ∈ Px với mọi g ∈ G);
- tác động là tự do và truyền ứng;
- với mọi x∈X và y∈Px, ánh xạ G → Px gửi g đến yg là một phép đồng phôi.

Hệ quả: mỗi thớ của {\displaystyle P} đều đồng phôi với {\displaystyle G}.
Người ta cũng thường yêu cầu không gian {\displaystyle X} là Hausdorff.